# Осми сазив Народне скупштине Републике Српске
Осми сазив Народне скупштине Републике Српске конституисан је 2010. године на основу резултата избора који су одржани 3. октобра.

## Расподјела мандата
| СНСД 37 СДС 18 ПДП 7 ДНС 6 |  | СП — ПУП 4 ДП 3 СДП БиХ 3 СДА 2 |  | НДС 2 СРС РС 1 |

Скупштинску већину чине СНСД, ДНС и СП. Предсједник Народне скупштине је Игор Радојичић из СНСД-а. Потпредсједници су Сњежана Божић (СДС), Предраг Глухаковић (СП) и Рамиз Салкић (СДА), а генерални секретар је Ранко Карапетровић (СНСД).
Напомена: СДП БиХ је формирала заједнички клуб посланика са СДА.
| Посланички клубови и групе                | Број посланика | Број посланика   | Број посланика           |
| Посланички клубови и групе                | Након избора   | На крају мандата | На крају мандата         |
| ----------------------------------------- | -------------- | ---------------- | ------------------------ |
| СНСД Предсједник: Жељко Мирјанић          | 37             | 38               | Владајућа коалиција (47) |
| ДНС Предсједник: Споменка Стевановић      | 6              | 6                | Владајућа коалиција (47) |
| СП — ПУП Предсједник: Саша Чудић          | 4              | -                | Владајућа коалиција (47) |
| СП                                        | -              | 3                | Владајућа коалиција (47) |
| СДС Предсједник: Вукота Говедарица        | 18             | 18               | Опозиција (36)           |
| ПДП Предсједник: Зоран Ђерић              | 7              | 8                | Опозиција (36)           |
| СДП БиХ — СДА Предсједник: Амир Захировић | -              | 4                | Опозиција (36)           |
| НДП Предсједник: Крсто Јандрић            | -              | 4                | Опозиција (36)           |
| ДП                                        | 3              | -                | Опозиција (36)           |
| СДП БиХ                                   | 3              | -                | Опозиција (36)           |
| СДА                                       | 2              | -                | Опозиција (36)           |
| НДС                                       | 2              | -                | Опозиција (36)           |
| СРС РС                                    | 1              | 1                | Опозиција (36)           |
| ПУП                                       | -              | 1                | Опозиција (36)           |

## Народни посланици
За народне посланике изабрани су:
Савез независних социјалдемократа
| Презиме и име                                     |
| ------------------------------------------------- |
| 1. Баштинац Никола                                |
| 2. Бобар Гаврило                                  |
| 3. Бошковић Саша                                  |
| 4. Василић Споменко                               |
| 5. Вишковић Радован                               |
| 6. Војводић Драган                                |
| 7. Вуковић Радован                                |
| 8. (Гаврановић Слободан) / Пађен Миленко          |
| 9. Гостић Урош                                    |
| 10. Далшашо Лепир Александра                      |
| 11. Додик Синиша                                  |
| 12. Дукић Гордана                                 |
| 13. Ђукић Далибор                                 |
| 14. Ђурић Гордана                                 |
| 15. Јовановић Светозар                            |
| 16. Јокић Сњежана                                 |
| 17. Јунгић Весна                                  |
| 18. Кесић Ненад                                   |
| 19. (Којић Ђорђа) / Лончаревић Горан              |
| 20. Којић Мирко                                   |
| 21. Краљевић Мирослав                             |
| 22. Мазалица Срђан                                |
| 23. Марић Вељко                                   |
| 24. Марковић Обрен                                |
| Миловановић Мирослав]]) / Лукић Славица           |
| 26. Мирјанић Жељко                                |
| 27. Митровић Горан                                |
| 28. Новаковић Бурсаћ Сњежана                      |
| 29. Павић Далибор                                 |
| 30. Радојичић Игор                                |
| 31. Ристић Ивка                                   |
| 32. Савић Душица                                  |
| 33. Станојевић Петко                              |
| 34. Стојнић Радмила                               |
| 35. Тадић Драго                                   |
| 36. Таминџија Илија                               |
| 37. (Тешановић Нада) / (Рудић Боро) / Ковач Милан |
СДС
| Презиме и име                       |
| ----------------------------------- |
| 1. Богдановић Љиљана                |
| 2. Божић Сњежана                    |
| 3. Буквић Миодраг                   |
| 4. Васић Костадин                   |
| 5. Гламочак Недељко                 |
| 6. Говедарица Вукота                |
| 7. Драгутиновић Остоја              |
| 8. Јеринић Борис                    |
| 9. Којић Мирослав                   |
| 10. Кршић Младен                    |
| 11. (Латиновић Зоран) / Бањац Дарко |
| 12. Максимовић Златко               |
| 13. Миркић Лазар                    |
| 14. Пашић Радомир                   |
| 15. Перишић Никола                  |
| 16. Станић Миладин                  |
| 17. Стевандић Ненад                 |
| 18. Стојановић Томица               |
ПДП
| Презиме и име                                |
| -------------------------------------------- |
| 1. Бореновић Бранислав                       |
| 2. (Вучуревић Славко) / Голијанин Александар |
| 3. Ђерић Зоран                               |
| 4. Сакан Велимир                             |
| 5. Чекић Диана                               |
| 6. Џувелековић Божо                          |
| 7. Шврака Милан                              |
ДНС
| Презиме и име                                            |
| -------------------------------------------------------- |
| 1. (Павић Марко) / Росић Предраг                         |
| 2. Панић Ранкица                                         |
| 3. Средић Свјетлана                                      |
| 4. Стевановић Споменка                                   |
| 5. Трнинић Неђо                                          |
| 6. (Чубриловић Недељко) / (Коцић Радмила) / Ерак Радивој |
СП-ПУП
| Презиме и име                                                           |
| ----------------------------------------------------------------------- |
| 1. (Ђокић Петар) / Глухаковић Предраг                                   |
| 2. Марић Ристо                                                          |
| 3. (Сладојевић Радојка) / Стеванчевић Илија, самостални посланик, (ПУП) |
| 4. Чудић Саша                                                           |
СДП
| Презиме и име                                                        |
| -------------------------------------------------------------------- |
| 1. Захировић Амир                                                    |
| 2. Поповић Слободан, самостални посланик, касније постао члан ПДП-а. |
| 3. Чиркин Бехзад                                                     |
ДП 
| Презиме и име                                                         |
| --------------------------------------------------------------------- |
| 1. Глигић Војислав                                                    |
| 2. Јовановић Славица, самостални посланик, касније члан клуба СНСД-а. |
| 3. Чавић Драган                                                       |
НДС 
| Презиме и име       |
| ------------------- |
| 1. Јандрић Крсто    |
| 2. Шкребић Драгутин |
СДА
| Презиме и име   |
| --------------- |
| 1. Братић Сенад |
| 2. Салкић Рамиз |
СРС РС
| Презиме и име       |
| ------------------- |
| 1. Бољановић Славко |